# Hôtel-Dieu (Lyon)

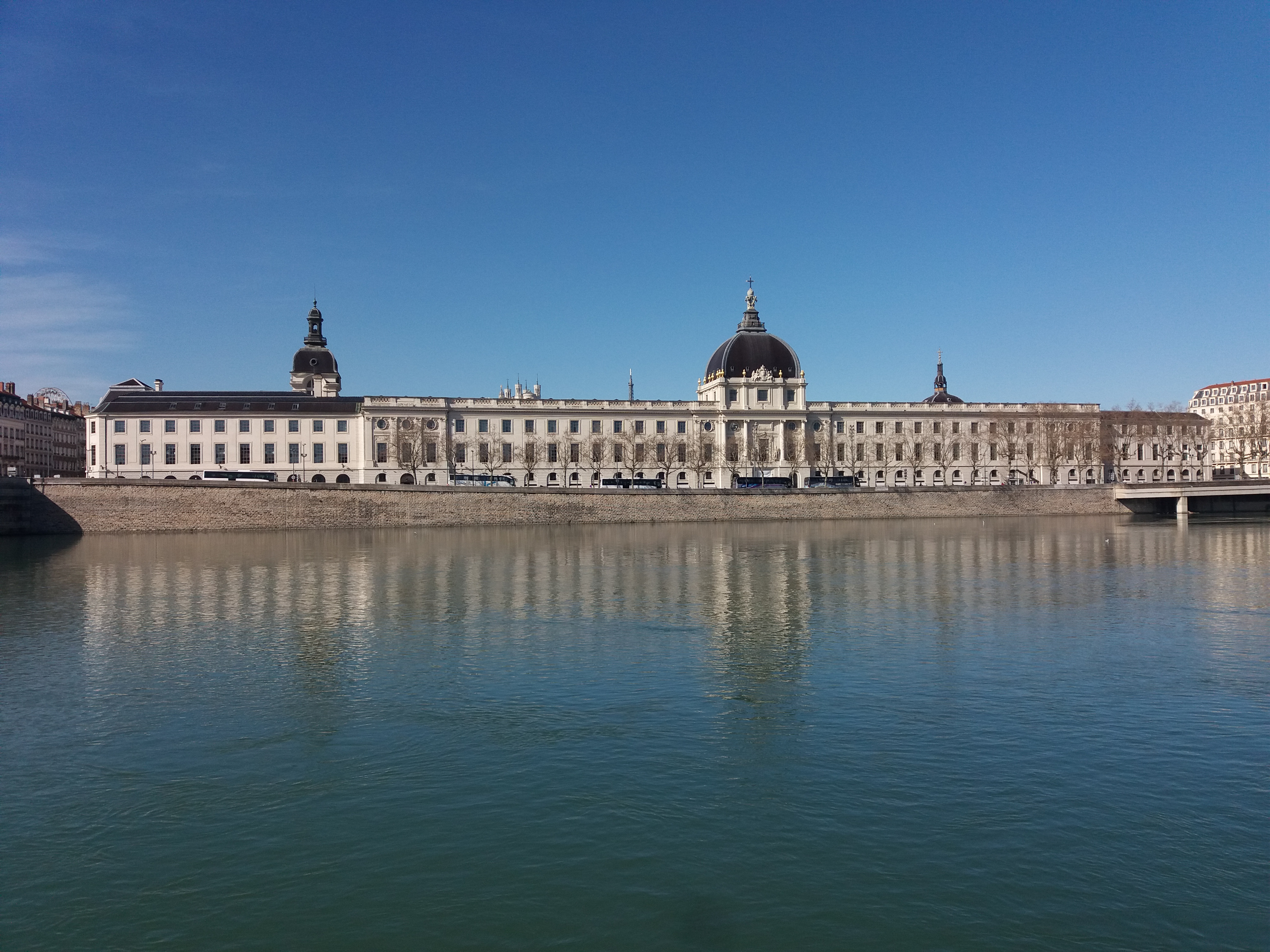
Hôtel-Dieu (Lyon)

Das Hôtel-Dieu ist im 2. Arrondissement von Lyon ein ehemaliges Hospital, das seit  2019 einen Hotel- und Einkaufsbereich sowie ein Gastronomiezentrum (Cité de la Gastronomie) beherbergt. Es handelt sich um eines der ältesten und stattlichsten Gebäude der Stadt. Zum Komplex gehört die barocke Kirche Chapelle de l’Hôtel-Dieu. Die Gebäude stehen seit 2011 unter Denkmalschutz.

## Lage
Der Komplex (mit fünf Innenhöfen) steht am westlichen Rhône-Ufer auf der Presqu’île zwischen den Brücken Pont Wilson und Pont de la Guillotière. Er ist von Osten weithin sichtbar.

## Geschichte

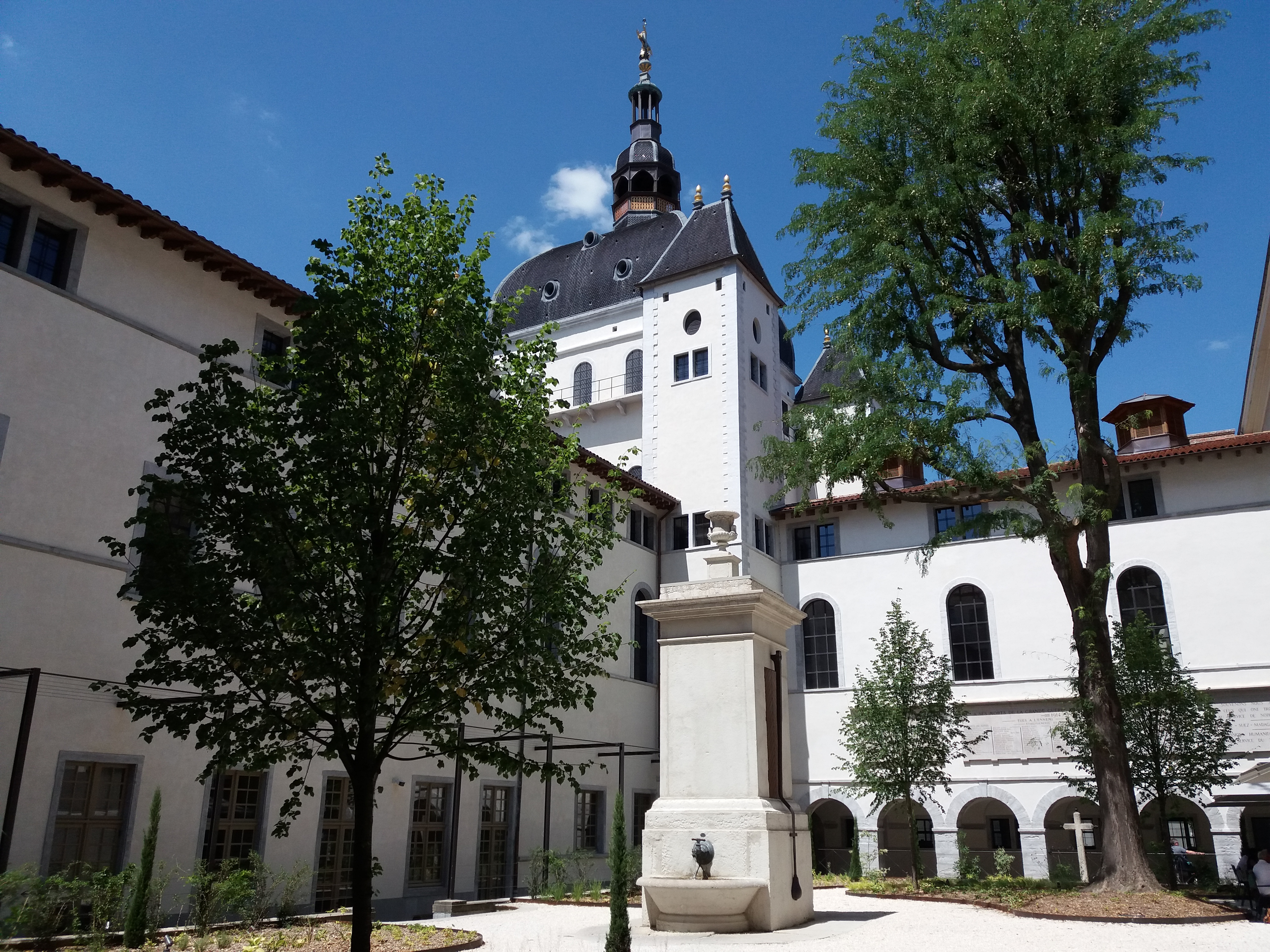
(Lyon)

Seit dem Mittelalter stand am Ort ein Spital, und so blieb es bis 2010. Der westliche Teil des heutigen Gebäudes wurde von 1637 bis 1663 errichtet, der ufernahe Teil von 1741 bis 1761 durch Jacques-Germain Soufflot. 1764 wurde die große Kuppel fertiggestellt.